# Santa Elena Baja
Santa Elena Baja es un centro poblado peruano ubicado en el distrito de Querecotillo, perteneciente a la provincia de Sullana del departamento de Piura, al norte del Perú. En el 2017 tenía una población de 341 habitantes.